# شاهنشاهی عضدالدوله
شاهنشاهی عضدالدوله کتابی از علی‌اصغر فقیهی است که در سال ۱۳۴۷ منتشر و برندهٔ جایزه کتاب سال سلطنتی شد.